# 珲春市第五中学校
珲春市第五中学（中国朝鲜语：／）创建于1945年9月，坐落在吉林省珲春市西滨河南街2624号，是一所历史悠久的朝鲜族初级中学。学校占地，校舍面积，教职工数125人，专任教师101人，教学班级20个，在校生910名。现任校长金光泽。在专任教师中，本科学历85名，占85.9%，学历合格率100%；高级教师21名，占21.2%，中级教师48名，占48.4%，初级教师32名，占32.4%；接受计算机培训的专任教师初级达100%，中、高级达90%以上；总藏书量达3.53万册，生均30.8册。该校于2015年8月搬入新校舍。

## 学校沿革
- 1917年3月  珲春县大荒沟北一朝鲜族中学校成立。
- 1923年3月  珲春县大荒沟三一朝鲜族中学校成立。
- 1945年9月  珲春县私立鸡林朝鲜族中学校成立。
- 1946年7月  珲春鸡林中学校、珲春中学校（汉族）和珲春女子中学校（朝鲜族）合并，成立珲春县县立联合中学校。
- 1952年9月  珲春县县立联合中学校分成朝、汉两所中学，朝鲜族中学名为珲春县初级中学校。
- 1960年8月  珲春县初级中学校和珲春县高级中学（珲春第四高中）合并为朝鲜族完全中学校，称为珲春县第二中学校。
- 1979年8月  珲春县第二中学校分为初中和高中，初中名为珲春县第五中学校。
- 1989年5月  珲春县第五中学校改名为珲春市第五中学校。
- 2015年8月  入住新校舍。